# Olwen Catherine Kelly
Olwen Catherine Kelly (geb. 30. März 1987 in Celbridge, County Kildare, Irland) ist ein irisches Model und Schauspielerin.
In dem Horrorfilm The Autopsy of Jane Doe von 2016 verkörpert Kelly die stumme Hauptrolle.

## Filmografie
- 2014: Darkness on the Edge of Town
- 2016: Why Life Sucks When You’re in Your 20s: It’s Contagious (Fernsehserie)
- 2016: The Autopsy of Jane Doe
- 2018: Winter Ridge
- 2021: The Obscure Life of the Grand Duke of Corsica